# WY Records: lo mejor de la compañía
WY Records: lo mejor de la compañía es el álbum recopilatorio de la compañía WY Records. Salió a la venta el 23 de marzo de 2010.

## Detalles del álbum
El álbum cuenta con la colaboración de los siguientes artistas: Wisin y Yandel, Gadiel, Franco "El Gorila", Tico "El Inmigrante" y Jayko, con apariciones especiales de Cosculluela, Luis Fonsi, Tony Dize, Yaviah y Nelly Furtado.

## Lista de canciones
1. Entre Los Dos - Tony Dize
2. Fue W - Wisin
3. Pegao - Wisin & Yandel
4. Yo Te Quiero (Remix) - Wisin & Yandel con Luis Fonsi
5. He Querido Quererte - Franco "El Gorila" con Tico "El Inmigrante"
6. Desnudémonos - Jayko "El Prototipo"
7. Me estás tentando (Remix) - Wisin & Yandel con Franco "El Gorila" & Jayko "El Prototipo"
8. Permítame - Tony Dize Ft. Yandel
9. Dame Un Kiss - Franco "El Gorila"
10. Manos Al Aire (Remix) - Nelly Furtado con Franco "El Gorila"
11. Sexo Seguro - Franco "El Gorila" con Yandel
12. Psiquiátrica Loca - Franco "El Gorila"
13. Pa' Lo Oscuro - Franco "El Gorila" con Yaviah, Wisin & Yandel
14. Prrrum (Remix) - Cosculluela con Wisin & Yandel